# Sveti Jure (Biokovo)
Sveti Jure je, sa svoja 1762 metra visine, najviši vrh Biokova i drugi najviši planinski vrh Hrvatske, iza vrha Sinjal na Dinari (1831 m). Do njega je moguć pristup planinarskim stazama, kao i Biokovskom cestom, najvišom hrvatskom prometnicom. Ime je dobio po kršćanskom svetcu svetom Jurju.
Sa Svetog Jure se pruža fantastičan pogled na Makarsko primorje, otoke i Zabiokovlje. Za vedrih dana moguće je vidjeti planinu Monte Gargano u Italiji, udaljenu 210 km. U ljetnoj je sezoni vrh atraktivna turistička lokacija, na koju brojne turiste dovoze minibusevi.
S obzirom na nadmorsku visinu i činjenicu da se nalazi na razmeđi mediteranske i kontinentalne klime, na Svetom Juri je prosječna godišnja temperatura oko 4 °C, a snijeg se zadržava veći dio godine; ovo je jedna od najhladnijih točaka Hrvatske.
Na samom vrhu, na koji je pristup zabranjen, nalazi se radio-televizijski odašiljač koji je 1965. godine izgradila tadašnja Televizija Zagreb. Za potrebe gradnje sagrađena je i cesta, koja je asfaltirana 1978. godine. Cestu su većinom gradili ljudi s Makarskog primorja. Odašiljač je visok 90 metara, a vrh odašiljača je najviša točka u Hrvatskoj, s visinom od 1850 metara.
Na Svetom Juri se nalazi istoimena crkvica, izgrađena 1968. godine nedaleko od stare crkvice, srušene zbog gradnje odašiljača. Misno slavlje u crkvici održava se zadnje subote u srpnju, iz praktičnih razloga što u kalendarski dan kada pada svetac zaštitnik po kojem se zove ovaj vrh, 23. travnja, vrlo je hladno, često nepristupačno zbog snijega, a vremenske (ne)prilike su promjenljive i to tako da se uglavnom preokrenu u nevrijeme, naoblaku s padalinama i iznimno veliku mogućnost udara groma. Stoga je proslava prebačena usred ljeta. Tada većina vjernika iz Primorja i Zagore dolazi do nje pješice.
Pod vrhom na nadmorskoj visini 1594 m nalazi se planinarska kuća "Pod Svetim Jurom" kojom upravlja Hrvatsko planinarsko društvo "Biokovo" iz Makarske. Kuća je temeljito obnovljena 2023. godine.

## Vanjske poveznice
- Hrvatski planinarski savez, Sv. Jure (vrh), pristupljeno 17. rujna 2013.
- Planinarski križ sa crkvice svetog Jure
- GPX: Milići - Očesci - Sv. Jure
- GPX: Turija - Ljubović - Sv. Jure
- GPX: Turija - Sv. Jure - Lokva - Motika - Sv. Ilija - Bast - Dedići